# 7382-es mellékút (Magyarország)
A 7382-es számú mellékút egy aránylag rövid, négy számjegyű országos közút Vas vármegye déli részén.

## Nyomvonala
A 7361-es útból ágazik ki, annak 8. kilométerénél, Csehi déli részén. Észak felé indul Petőfi Sándor utca néven, végighúzódik a falun, majd annak északi részén, kicsivel az 1. kilométere után északkelet felé fordul és a Kossuth Lajos utca nevet veszi fel. Kicsivel ezután kilép a község házai közül, 1,8 kilométer után pedig átlép Csehimindszent területére. 2,2 kilométer megtétele után éri el ez utóbbi község házait, ott északnak fordul és a Fő utca nevet veszi fel. A 7359-es útba torkollva ér véget, annak 11,900-as kilométerszelvényénél. Egyenes folytatásában a 7359-es út további szakasza húzódik.
Teljes hossza, az országos közutak térképes nyilvántartását szolgáló kira.gov.hu adatbázisa szerint 2,588 kilométer.